# Пейдж, Зак
Зак Пейдж (англ. Zack Page; род. 5 мая 1973 года, Уоррен, Огайо, США) — американский боксёр-профессионал, джорнимен, выступавший в первой тяжёлой и тяжёлой весовых категориях.

## Профессиональная карьера
Зак Пейдж является одним из самых известных и популярных боксёров джорнименов 2010-х годов. Он выходил на ринг с огромным количеством восходящих проспектов. Пусть и проигрывал, лишь единицам удавалось отправить Пейджа в нокаут.
Пейдж проиграл нокаутом свой первый бой на профессиональном ринге Россовелту Джонсону, в 2006 году проиграл второй бой нокаутом непобеждённому Алонсо Батлеру. В 2010 кубинцу Луису Ортису, и в 2012, Рахиму Чахкиеву.
Также на профессиональном ринге Пейдж проигрывал, но уже по очкам — Джонатону Бэнксу, Джейсону Эстраде, Гильермо Джонсу, Доминику Гуину (спорным решением), Деррику Росси, Карлу Дэвису, Седрику Босвеллу, Майклу Спротту, Майку Пересу, Кубрату Пулеву, Сету Митчеллу, Йоану Пабло Эрнандесу, Хуану Карлосу Гомесу, Мануэлю Чарру (решением большинства судей), Тайсону Фьюри, Эдмунду Герберу и Франческо Пьянете, Седрику Эгню (решением большинства судей). Медхиду Бектемирову (спорным решением судей), Наги Агилере.
Но Пейдж также прославился и победами. Не все перспективные бойцы сумели пройти испытание с опытным американским боксёром. Так, он остановил победные серии Юджина Хилла (16-0), нокаутировал Касима Говарда (8-0), победил Себастиана Кёбера (19-0), а также Пейдж прославился победой над известными американцем, Лу Дель Валлем и ирландцем Кевином Макбрайдом.
- Пейдж встречался более чем с 25 непобеждёнными боксёрами за свою профессиональную карьеру.
- Зак Пейдж с 2010 по 2012 год, провёл 12 поединков подряд с непобеждёнными боксёрами.

## Таблица боёв
В таблице перечислены результаты всех поединков боксёров.
В каждой строке указан результат поединка. Дополнительно номер поединка обозначен цветом, который обозначает итог поединка. Расшифровка обозначений и цветов представлена в нижеследующей таблице.
| Пример | Расшифровка                     |
| ------ | ------------------------------- |
|        | Победа                          |
|        | Ничья                           |
|        | Поражение                       |
|        | Планируемый поединок            |
|        | Поединок признан несостоявшимся |
| КО     | Нокаут                          |
| ТКО    | Технический нокаут              |
| PTS    | Решение судей (по очкам)        |
| UD     | Единогласное решение судей      |
| MD     | Решение большинства судей       |
| SD     | Раздельное решение судей        |
| RTD    | Отказ от продолжения боя        |
| DQ     | Дисквалификация                 |
| NC     | Поединок признан несостоявшимся |

| Результат | Дата             | Соперник            | Показатели соперника | Место боя                    | Подробности      | Комментарии                                                 |
| --------- | ---------------- | ------------------- | -------------------- | ---------------------------- | ---------------- | ----------------------------------------------------------- |
| 21-45-2   | 8 ноября 2014    | Стивенс Буядж       | 12-0-1               | Детройт, США                 | UD (8)           |                                                             |
| 21-44-2   | 14 декабря 2013  | Гусмир Пердомо      | 20-3                 | Майами, США                  | TKO 4 (6), 2:59  |                                                             |
| 21-43-2   | 20 февраля 2013  | Наги Агилера        | 17-7                 | Хьюстон, США                 | UD (6)           | 56-58, 56-58, 55-59                                         |
| 21-42-2   | 14 декабря 2012  | Марат Джуманалиев   | 9-0-1                | Бишкек, Кыргызстан           | UD (8)           |                                                             |
| 21-41-2   | 4 октября 2012   | Меджид Бектемиров   | 9-0                  | Хьюстон, США                 | SD (6)           | 53-60, 54-59, 57-56                                         |
| 21-40-2   | 9 августа 2012   | Седрик Эгню         | 23-0                 | Хьюстон, США                 | MD (6)           | 55-59, 57-57, 56-58                                         |
| 21-39-2   | 11 мая 2012      | Рахим Чахкиев       | 13-0                 | Гёппинген, Германия          | TKO 6 (8), 1:35  |                                                             |
| 21-38-2   | 7 января 2012    | Франческо Пьянета   | 24-0-1               | Магдебург, Германия          | PTS (8)          | 71-80                                                       |
| 21-37-2   | 9 ноября 2011    | Майк Перес          | 16-0                 | Лондон, Англия               | PTS (8)          | 71-80                                                       |
| 21-36-2   | 4 июня 2011      | Эдмунд Гербер       | 15-0                 | Копенгаген, Дания            | UD (8)           | 70-80, 70-80, 70-80                                         |
| 21-35-2   | 13 мая 2011      | Том Даллас          | 14-0                 | Гиллингем (Дорсет), Англия   | PTS (8)          | 76-78                                                       |
| 21-34-2   | 12 марта 2011    | Фред Аллен          | 10-0                 | Техас-Сити, США              | UD (8)           | 74-78, 72-80, 73-79. Бой за вакантный титул чемпиона Техаса |
| 21-33-2   | 18 декабря 2010  | Тайсон Фьюри        | 12-0                 | Квебек-Сити, Канада          | UD (8)           | 72-80, 72-80, 72-80                                         |
| 21-32-2   | 4 декабря 2010   | Мануэль Чарр        | 15-0                 | Шверин, Германия             | MD (8)           | 75-78, 76-76, 74-78                                         |
| 21-31-2   | 19 октября 2010  | Луис Ортис          | 3-0                  | Голливуд (Флорида), США      | TKO 8 (8), 0:42  |                                                             |
| 21-30-2   | 31 июля 2010     | Хуан Карлос Гомес   | 47-2                 | Гамбург, Германия            | UD (8)           | 72-80, 72-80, 72-80                                         |
| 21-29-2   | 1 июля 2010      | Кевин Макбрайд      | 34-6-1               | Покипси, США                 | UD (8)           | 80-72, 80-72, 78-74                                         |
| 20-29-2   | 5 июня 2010      | Йоан Пабло Эрнандес | 21-1                 | Нойбранденбург, Германия     | UD (8)           | 72-80, 72-80, 72-80                                         |
| 20-28-2   | 6 марта 2010     | Деррик Росси        | 24-2                 | Анкасвилл, США               | UD (12)          | 110-117, 107-120, 108-119. Бой за титул WBC USNBC           |
| 20-27-2   | 9 января 2010    | Себастьян Кёбер     | 19-0                 | Магдебург, Германия          | MD (6)           | 58-57, 59-56, 57-57                                         |
| 19-27-2   | 20 декабря 2009  | Сет Митчелл         | 14-0-1               | Форт-Вашингтон, США          | UD (8)           | 74-78, 75-77, 75-77                                         |
| 19-26-2   | 5 декабря 2009   | Кубрат Пулев        | 3-0                  | Людвигсбург, Германия        | UD (6)           | 54-60, 56-58, 54-60                                         |
| 19-25-2   | 23 октября 2009  | Эктор Феррейро      | 19-7-1               | Ларедо (Техас), США          | TKO 5 (10), 0:38 |                                                             |
| 18-25-2   | 12 сентября 2009 | Виктор Бисбаль      | 13-1                 | Сан-Хуан, Пуэрто-Рико        | UD (6)           | 54-60, 54-60, 55-59                                         |
| 18-24-2   | 6 августа 2009   | Юджин Хилл          | 16-1                 | Хьюстон, США                 | SD (8)           | 75-77, 73-79, 77-75                                         |
| 18-23-2   | 5 июня 2009      | Касим Хауард        | 8-0                  | Нью-Йорк, США                | KO 3 (6), 2:39   |                                                             |
| 17-23-2   | 24 апреля 2009   | Юджин Хилл          | 16-0                 | Хьюстон, США                 | MD (6)           | 59-55, 58-56, 57-57                                         |
| 16-23-2   | 28 февраля 2009  | Майк Перес          | 7-0                  | Ньюкасл-апон-Тайн, Англия    | PTS (8)          | 72-80                                                       |
| 16-22-2   | 19 ноября 2008   | Майкл Спротт        | 30-12                | Лондон, Англия               | PTS (6)          | 56-60                                                       |
| 16-21-2   | 27 сентября 2008 | Сиссе Салиф         | 23-10-2              | Лас-Вегас, США               | UD (10)          | 96-94, 97-94, 98-92                                         |
| 15-21-2   | 23 августа 2008  | Аарон Уильямс       | 17-1-1               | Лас-Вегас, США               | UD (6)           | 54-60, 54-60, 54-60                                         |
| 15-20-2   | 13 июня 2008     | Джейсон Гаверн      | 14-4-2               | Скрентон (Пенсильвания), США | MD (6)           | 55-59, 57-57, 57-57                                         |
| 15-20-1   | 23 мая 2008      | Седрик Босвелл      | 25-1                 | Мемфис (Теннесси), США       | UD (8)           | 72-80, 72-80, 71-79                                         |
| 15-19-1   | 25 апреля 2008   | Чарльз Браун        | 6-14-1               | Эри (Пенсильвания), США      | UD (4)           |                                                             |